# Lesina (Croazia)
Lèsina (in croato Hvar) è una cittadina della Croazia di 4 138 abitanti, capoluogo dell'omonima isola.

## Storia

### La colonia greca
Forse la città moderna occupa il luogo dell'antica colonia paria di Pharos (in greco antico Φάρος). Per altri, invece, Pharos si trovava al posto dell'attuale Cittavecchia, sempre nella medesima isola.
Secondo altri ancora, infine, al posto dell'attuale città di Lesina sorgeva la colonia greca di Dimos, per quanto quest'idea sia pochissimo documentata dalle testimonianze.

## Monumenti e luoghi d'interesse
- La cattedrale, del XVI-XVII secolo, è dedicata a santo Stefano, patrono della città. Il frontone richiama quello trilobato della cattedrale di Sebenico mentre il caratteristico campanile è del XVI secolo. All'interno Madonna e santi di Palma il Giovane;
- Chiesa di San Marco, costruita verso la metà del XVI secolo ed oggi adibita a museo;
- Monastero francescano, costruito tra il 1465 ed il 1471, presenta nella lunetta del portale un rilievo di Niccolò Fiorentino e all'interno opere di Francesco da Santacroce, Leandro Bassano e Nicola Grassi. Del complesso monastico fa parte anche il chiostro rinascimentale della fine del XV secolo;
- Loggia, ultimata nel 1479 e ristrutturata nel XVI secolo da Michele Sanmicheli;
- Palazzo Ettoreo, del XV secolo in stile veneziano;
- Arsenale, costruito tra il 1579 ed il 1661 probabilmente su progetto di Sanmicheli, fu rimaneggiato tra il XVI ed il XVII secolo;
- Fortezza Spagnola, costruita nel XIII secolo e rifatta nella metà del XVI secolo;
- Forte Napoleone, del 1811.

### Merletto di Lesina
Convento мonastero benedettino di San Giovanni Battista e Sant'Antonio Abate è famoso per il fatto che le suore tessono i merletti. I fili per il merletto sono realizzati con foglie di agave selvatica.
Il merletto è inclusa ell'elenco dei beni culturali immateriali dell'UNESCO.

## Società

### Etnie e minoranze linguistiche
Secondo il censimento del 2001 Lesina aveva 4 138 abitanti.

La sua composizione etnica dichiarata era:
- croati 92,53%
- non dichiarati 1,96%
- serbi 1,69%
- bosniaci 0,94%
- albanesi 0,51%

- tedeschi 0,36%
- sloveni 0,34%
- ungheresi 0,22%
- italiani 0,07%.

### La presenza autoctona di italiani

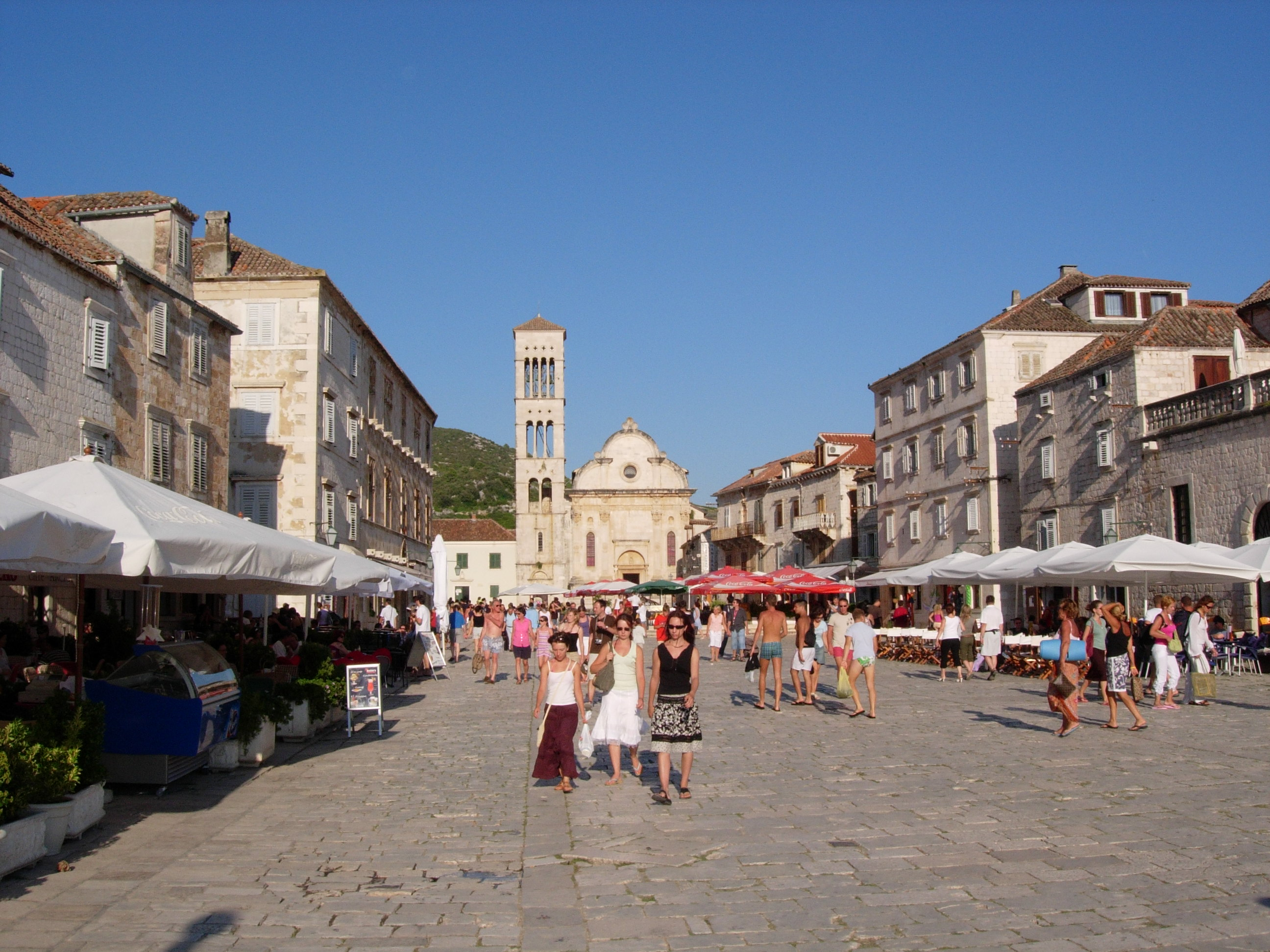
La piazza principale di Lesina

È presente una piccola comunità di italiani autoctoni che rappresentano una minoranza residuale di quelle popolazioni italofone che abitarono per secoli la penisola dell'Istria e le coste e le isole del Quarnaro e della Dalmazia, territori che appartennero alla Repubblica di Venezia.
I primi censimenti austroungarici con rilevazione sul campo della lingua d'uso risalgono al 1880, ma solo a partire dal censimento del 1890 abbiamo un quadro d'insieme completo delle rilevazioni della lingua d'uso per l'intera Dalmazia. I censimenti precedenti si svolsero nel 1850 (più che un censimento una rilevazione statistica generale dell'Impero), nel 1857 e nel 1869.

Ecco i dati relativi a tutti i sei comuni dell'isola di Lesina e della città di Lesina senza le frazioni:
Isola di Lesina
1869: Totale abitanti: 13.378*

1880: Totale abitanti: 15.040*

1890: Totale abitanti: 17.016 - Croati: 16.563 - Italiani: 354 - Tedeschi: 12 - Altre lingue: 1

1900: Totale abitanti: 18.091 - Croati: 17.770 - Italiani: 247 - Tedeschi: 10 - Altre lingue: 2

1910: Totale abitanti: 16.943 - Croati: 16.340 - Italiani: 494 - Tedeschi: 7  - Altre lingue: 20 - Stranieri: 82
Città di Lesina
1869: Totale abitanti: 1.930*

1880: Totale abitanti: 1.942*

1890: Totale abitanti: 2.013 - Croati: 1.832 - Italiani: 164 - Tedeschi: 1

1900: Totale abitanti: 2.138 - Croati: 2.045 - Italiani: 69  - Tedeschi: 8

1910: Totale abitanti: 2.054 - Croati: 1.792 - Italiani: 240 - Tedeschi: 5 - Altre lingue: 7 - Stranieri: 10

(l'asterisco * sta a significare che la lingua d'uso non venne rilevata o che i dati rilevati sono stati considerati poco attendibili dall'autore dello studio dal quale sono tratti)

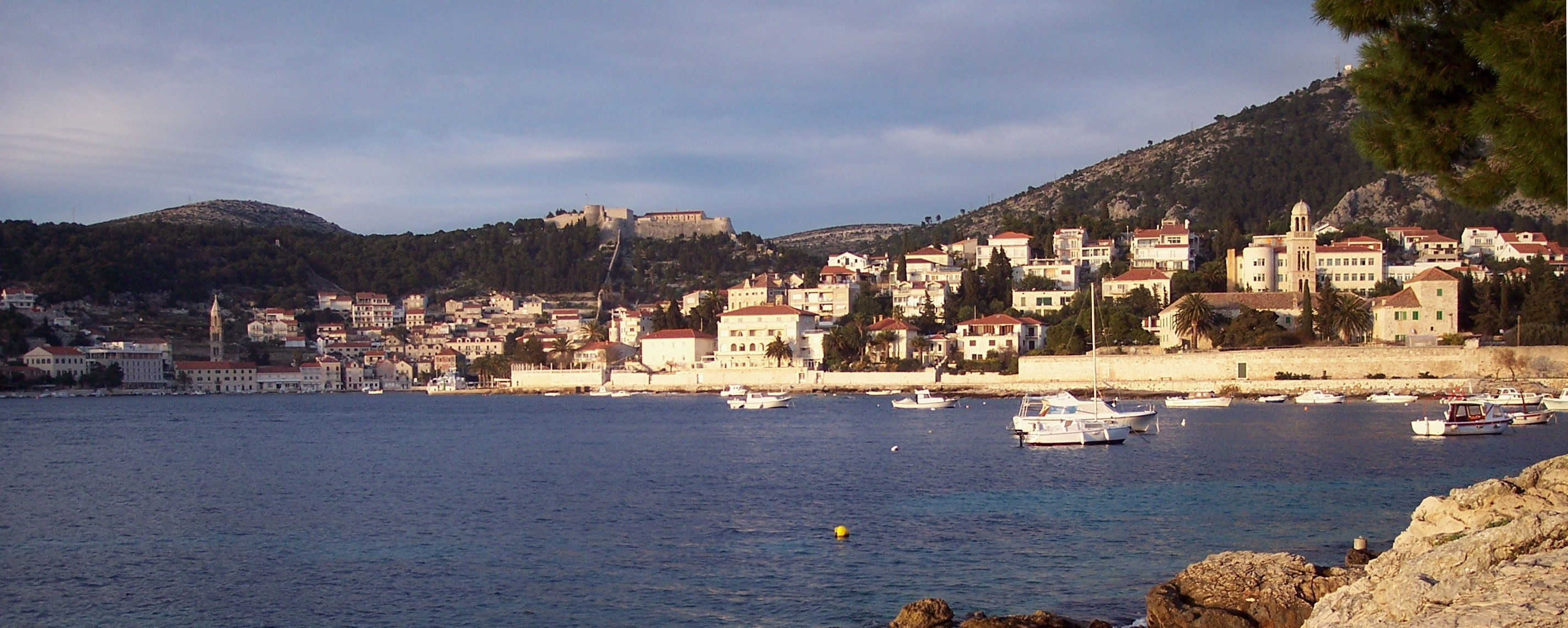
Vista panoramica

I rilevatori dei censimenti - recandosi di casa in casa - registravano soprattutto la dichiarazione di lingua d'uso adottata entro le mura domestiche, mentre la lingua italiana (o per meglio dire il veneziano) era utilizzata pubblicamente in modo molto più esteso, seguendo in ciò una tradizione plurisecolare. Nel corso del XIX secolo - periodo di sviluppo e di contrasto delle diverse coscienze nazionali in Dalmazia - l'ampio uso dell'italiano a Lesina città fece ritenere ad alcuni studiosi - dall'Ascoli al Dainelli - che fino a prima dell'inizio della Grande Guerra, gli Italiani rappresentassero la maggioranza degli abitanti in questa località, dando luogo ad aspre polemiche e critiche dei dati risultanti dai censimenti e mantenendo viva in Italia l'idea irredentistica dell'italianità della Dalmazia. Le truppe italiane sbarcate a Lesina il 13 novembre 1918 rimasero pertanto stupite notando - accanto a pochi tricolori italiani - un considerevole numero di bandiere jugoslave, a testimonianza dei sentimenti nazionali di gran parte della popolazione dell'isola.

La successiva assegnazione dell'isola al Regno dei Serbi, Croati e Sloveni (poi Regno di Jugoslavia) provocò l'emigrazione della maggior parte degli abitanti italiani di Lesina verso Zara, unica città dalmata che fu assegnata all'Italia dal Trattato di Rapallo. Gli italiani rimasti vennero considerati con sospetto: il Trattato di Rapallo stesso previde la possibilità di acquisire la cittadinanza italiana pur mantenendo la propria residenza nel nuovo Regno dei Serbi, Croati e Sloveni, ma questa scelta venne considerata alla stregua di un tradimento da parte degli jugoslavi: in quegli anni sono ricordati parecchi esempi di vessazioni contro gli italiani della Dalmazia, con vari episodi di recrudescenza in corrispondenza con le crisi nei rapporti internazionali fra i due stati. Comunque sia, a Lesina continuò ad operare una scuola elementare italiana, gestita prima dalla Lega Nazionale e poi - dopo la chiusura del sodalizio ad opera del regime fascista - direttamente dallo stato italiano.
Il clima già particolarmente teso esplose in episodi anche estremamente violenti, a seguito dell'aggressione militare della Jugoslavia da parte delle forze dell'Asse, nel corso della seconda guerra mondiale. L'isola di Lesina non venne annessa all'Italia nel Governatorato della Dalmazia, bensì allo Stato Indipendente di Croazia di Ante Pavelić. Di fatto però rimase sempre sotto il controllo militare delle truppe italiane.

Gli eccidi perpetrati dai partigiani di Tito in molte zone dell'Istria e della Dalmazia e il conseguente clima di terrore comportarono la fuga della quasi totalità degli abitanti di lingua italiana ancora residenti.

### Lingue e dialetti
| %      | Ripartizione linguistica (gruppi principali) |
| ------ | -------------------------------------------- |
| 0,54%  | madrelingua bosniaca                         |
| 0,33%  | madrelingua tedesca                          |
| 97,08% | madrelingua croata                           |
| 0,14%  | madrelingua italiana                         |
| 0,21%  | madrelingua slovena                          |
| 0,21%  | madrelingua albanese                         |
| 0,45%  | madrelingua serba                            |

## Geografia antropica

### Località
Il comune di Lesina è diviso in 7 insediamenti (naselja) di seguito elencate. Tra parentesi il nome in lingua italiana.
- Brusje (Brusie[14][15]);
- Hvar (Lesina[4][15]);
- Malo Grablje (Grabia Piccolo[16] o Grabie Piccolo[15]);
- Milna (Milna di Lésina o Valdimaistro);
- Velo Grablje (Grabia Grande[16] o Grabie Grande[15]);
- Sveta Nedjelja (Santa Domenica[4][17]);
- Zaraće (Zarachie[15]).

## Clima
| Lesina              | Mesi | Mesi | Mesi | Mesi | Mesi | Mesi | Mesi | Mesi | Mesi | Mesi | Mesi | Mesi | Stagioni | Stagioni | Stagioni | Stagioni | Anno |
| Lesina              | Gen  | Feb  | Mar  | Apr  | Mag  | Giu  | Lug  | Ago  | Set  | Ott  | Nov  | Dic  | Inv      | Pri      | Est      | Aut      | Anno |
| ------------------- | ---- | ---- | ---- | ---- | ---- | ---- | ---- | ---- | ---- | ---- | ---- | ---- | -------- | -------- | -------- | -------- | ---- |
| T. max. media (°C)  | 11,9 | 12,6 | 14,7 | 18,2 | 22,8 | 26,7 | 29,5 | 29,2 | 25,9 | 21,5 | 16,8 | 13,8 | 12,8     | 18,6     | 28,5     | 21,4     | 20,3 |
| T. min. media (°C)  | 5,8  | 6,1  | 7,4  | 10,1 | 14,1 | 18,0 | 20,3 | 20,2 | 17,4 | 13,9 | 10,3 | 7,6  | 6,5      | 10,5     | 19,5     | 13,9     | 12,6 |
| Precipitazioni (mm) | 86   | 67   | 63   | 60   | 47   | 40   | 31   | 40   | 62   | 76   | 101  | 98   | 251      | 170      | 111      | 239      | 771  |

## Amministrazione

### Gemellaggi
- Santa Maria di Sala, dal 2009